# Jüdischer Friedhof (Thür)

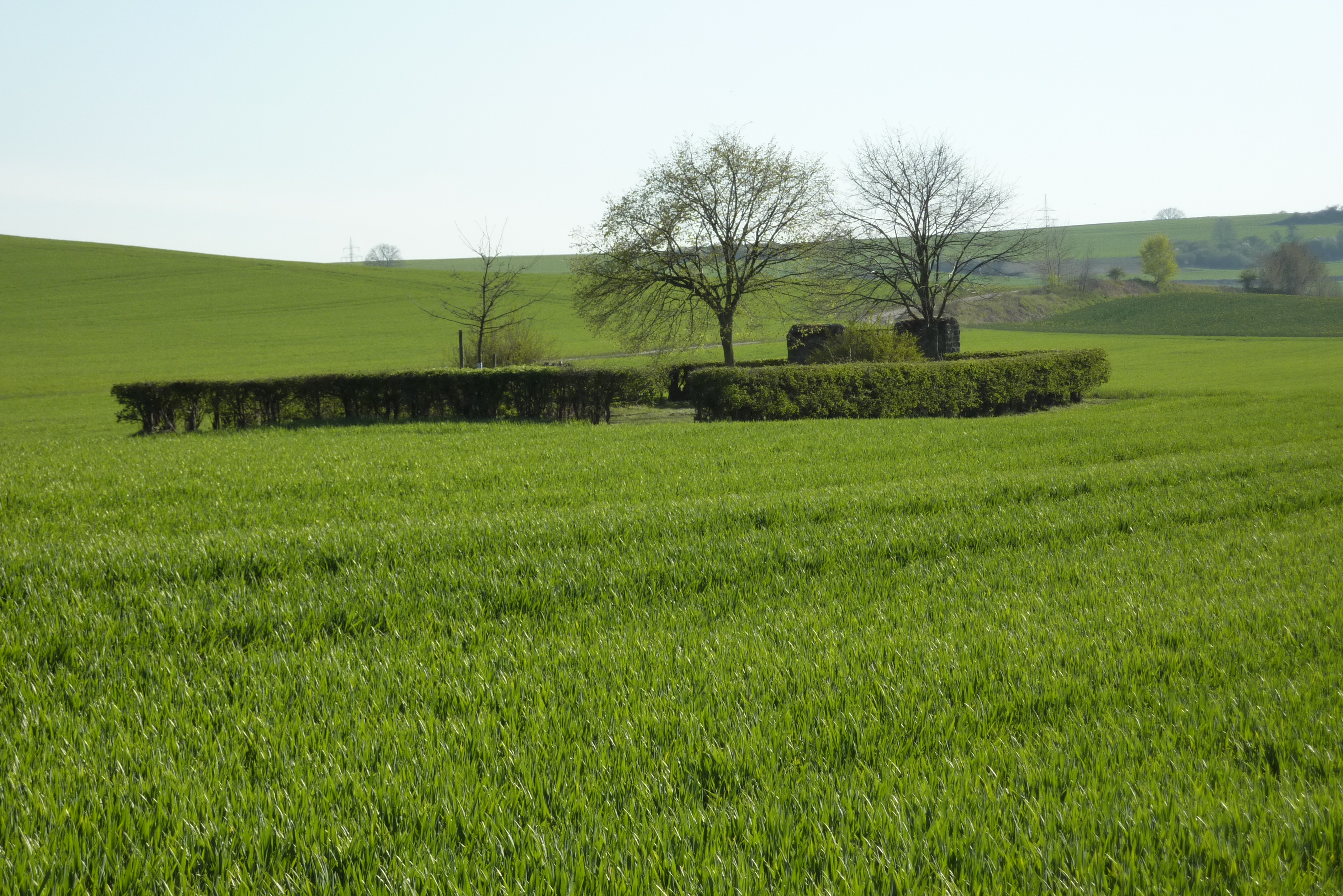
Jüdischer Friedhof in Thür, Gesamtansicht

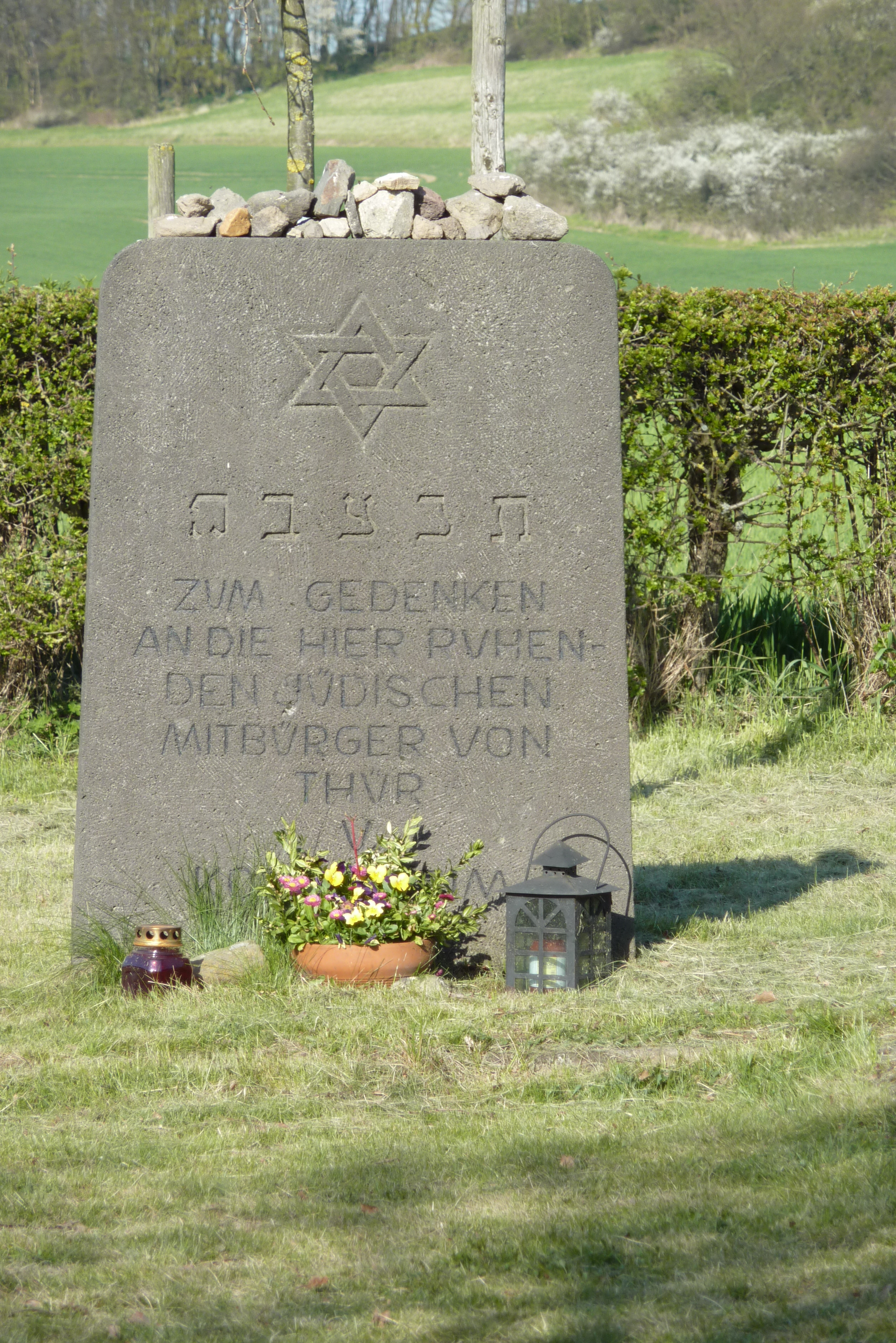
Gedenkstein auf dem jüdischen Friedhof in Thür

Der Jüdische Friedhof Thür ist ein jüdischer Friedhof in Thür, einer Ortsgemeinde im Landkreis Mayen-Koblenz in Rheinland-Pfalz. Der Friedhof ist ein geschütztes Kulturdenkmal, er befindet sich an der Landstraße in Richtung Welling.

## Geschichte
Die jüdische Gemeinde Thür und die ihr angeschlossenen Juden in Kottenheim bestatteten ihre Toten zunächst auf dem jüdischen Friedhof in Mayen. Um 1894 wurde ein eigener Friedhof in Thür angelegt, auf dem bis in die 1930er Jahre Bestattungen stattfanden.
In der Zeit des Nationalsozialismus wurde der Friedhof zerstört und die Grabsteine wurden entfernt.
Nach 1945 wurde ein Gedenkstein aufgestellt, der folgende Inschrift trägt: Zum Gedenken an die hier ruhenden jüdischen Mitbürger von Thür u. Kottenheim.